# Ансамбль Вільнюського університету

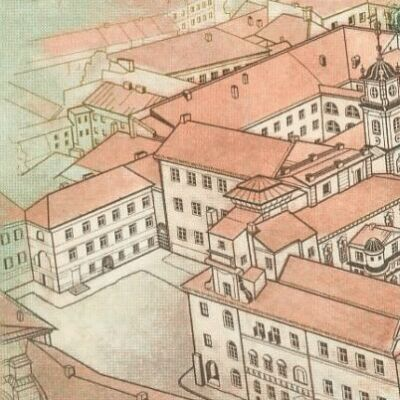
Подвір'я Бібліотеки. Фрагмент банкноти 100 літів

Ансамбль Вільнюського університету — архітектурний комплекс в Вільнюсі, що займає майже весь квартал Старого міста, окреслений кордонами вулиць Університету, шв. Іона, Пілес та Скапо; пам'ятник культури та історії, у формах якого відображаються переважаючи в Литві при формуванні комплексу архітектурні стилі — готика, ренесанс, бароко, класицизм. У створенні найбільшого та найскладнішого архітектурного ансамблю Старого міста протягом чотирьох століть брали участь найкращі архітектори Литви.
Ансамбль представляє Литву в парку Міні-Європа в Брюсселі, серед найбільш видатних європейських пам'яток.. Відвідання цього комплексу входить до програми туристичних екскурсій та візитів глав держав та інших високих гостей до Литви. Наприклад, його відвідували Далай лама (2001), Папа Римський Іван-Павло II (2003), королева Нідерландів Беатрікс (2008). У жовтні 2006 року університет відвідали королева Великої Британії Єлизавета II, герцог Единбурзький, Філіп та принц Чарльз у супроводі президента Валдаса Адамкуса. У травні 2009 року в університетських будівлях та дворах побувала іспанська королівська чета Хуан Карлос I і королева Софія. У березні 2010 року університет під час свого офіційного візиту відвідав президент Словенії Данило Тюрк з дружиною.

## Історія
Ансамбль почав формуватися близько 1570 року в раніше вже забудованому кам'яними будівлями кварталі у володіннях віленського єпископа. Заснована в 1579 році єзуїтська Академія та Університет набувала нові будинки, розширюючи свої приміщення в північному та східному напрямку. У будинках ансамблю розташовувалися по черзі єзуїтська колегія, перетворена в Академію та Університет Товариство Ісуса, потім Головна Віленська школа, імператорський Віленський університет, гімназія, музей старожитностей і Віленська археологічна комісія, пізніше Публічна бібліотека та архів, а також астрономічна обсерваторія, в 1919-1939 роках — Університет Стефана Баторія. Зараз у приміщеннях ансамблю розташовуються адміністрація, бібліотека, філософський, історичний та філологічний факультети Вільнюського університету.

### Загальна характеристика
Ансамбль складається з дванадцяти будинків з кількома корпусами, які з'єднуються один з одним, Костелу Святих Янов та дзвіниці, що утворюють 13 дворів різної величини та планування. Призначення приміщень, їх назви, як і назви дворів, змінювалися. Ансамбль відкритий для платного відвідування в березні-жовтні з 9 до 18 години, у листопаді-лютому з 10 до 17 годин (вхід з двору Бібліотеки в Ансамбль Вільнюського університету#Подвір'я Сарбевія двір Сарбевія); Костелу Святих Янов відкриті для відвідування з понеділка по суботу з 10 до 17 годин. В двір Міцкевича та двір Стуока — Гуцявічуса в літній час також можна пройти в будні дні через пивний ресторан «аулу» (раніше кафе «Жалтвіксле») на вулиці Пілес.

### Велике подвір'я

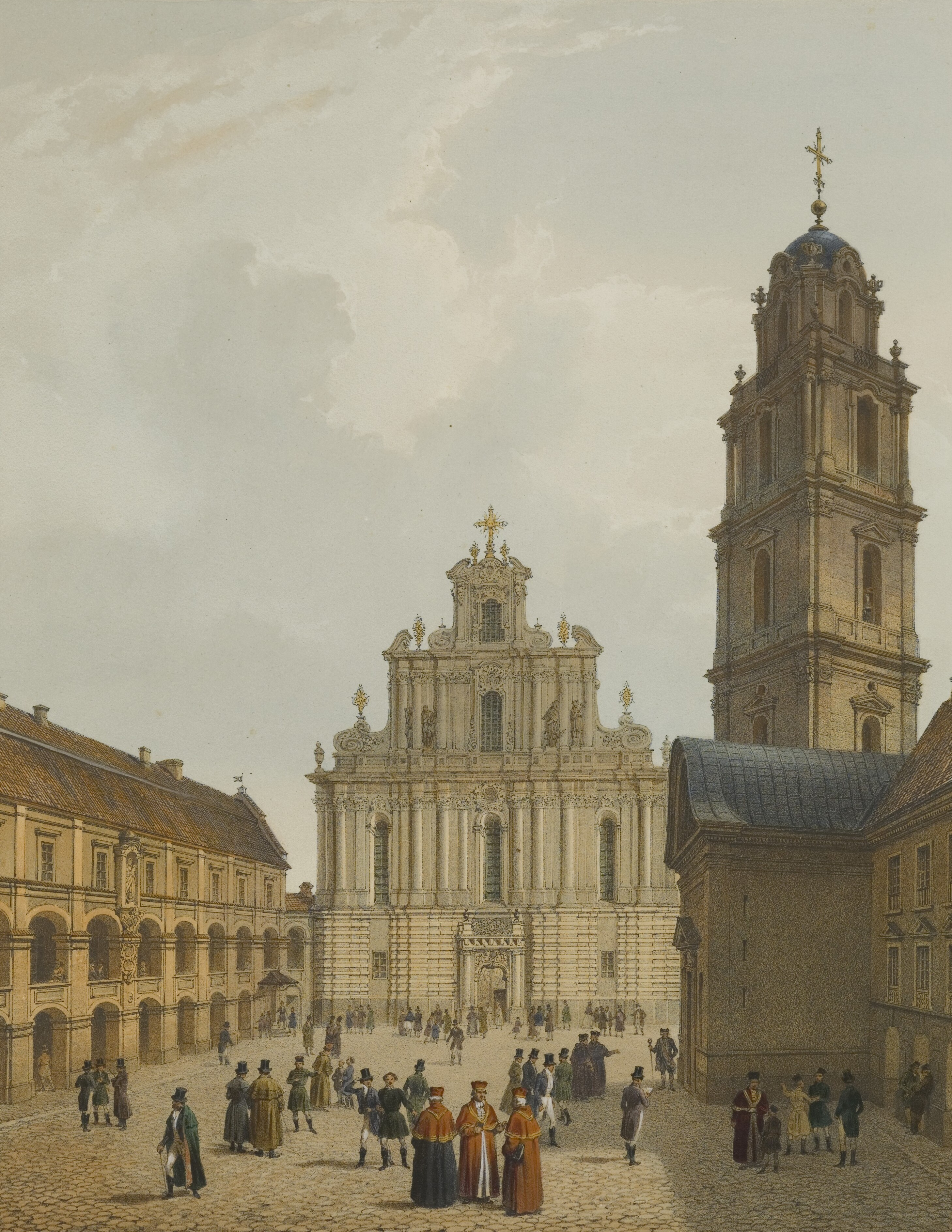
Подвір'я Скарги (XIX століття)

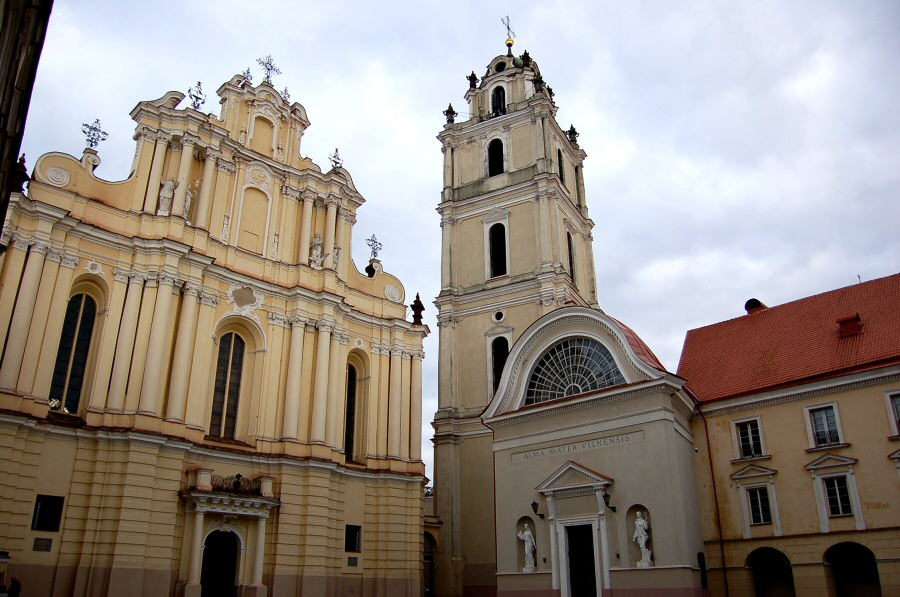
Костел Св. Яна та дзвіниця

Велике подвір'я (лит. Didysis kiemas; колишня назва — Подвір'я Скарґи, лит. Skargos kiemas; пол. dziedziniec Skargi), утворюють північний і південний корпусу XVI століття, Костел Святих Іванів (Вільнюс), зведення в XVII століття дзвіниця та побудовані в середині XVIII століття південний корпус і аулу. На фасаді північного корпусу пам'ятна таблиця лат. Academia et Universitas Societatis Jesu Erecta anno 1580. При реконструкції після пожежі 1610 року були обладнані відкриті галереї — на двох поверхах північного корпусу, та на першому поверсі західного корпусу.
На початку XVIII століття університет придбав будинки городян по вулиці Святого Іоанна (нині вулиця Швянто Іона) на південній стороні двору. На їх місці був побудований навчальний корпус з відкритими галереями на першому та другому поверхах. На ділянці, що примикає до дзвіниці, була побудована нова аулу, за проектом, імовірно архітектора Йоганна Крістофа Глаубіц. Вона була урочисто відкрита 11 червня 1762 року. В 1810 році її перебудовував архітектор Михайло Шульц. Після пожеж 1737 та 1749 років був добудований третій поверх північного та західного корпусів і створений бароковий фасад костелу.
У галереях Великого двору на п'ятдесяти пам'ятних таблицях увічнені імена видатних вихованців та викладачів університету — знаменитих учених, поетів, художників (у дужках імена в тій формі, в якій вони надаються на таблицях) Константіноса Сірвідаса, поета Матея Казимира Сарбевского, Сигізмунда Лауксмін, історика Альберта Віюк-Каяловіча, натураліста Георга Форстера, архітектора Лаурінас Стуока - Гуцявічуса, художника Франциско Смуглевіч, астронома Мартина Почобут-Одленіцкого, математика Франциска Нарвойша, філолога Готфрід Ернст Гродекова, ботаніка Людвіга Баянуса, художника Яна Рустема, лікаря, біолога, хіміка Андрія Снедецького, медико Йозефа Франка, правознавця та історика Гнат Даниловича, натураліста Станіслава Боніфація Юнділа, поетів Адама Міцкевича, Юліуаша Словацького, філософа Льва Карсавіної та багатьох інших.
На фресках пілястр північного і західного крила зображені герб університету, портрети єпископа Валеріана Протасевича, полководця Яна Кароля Ходкевича, королів Августа II Фрідріха та Станіслава Августа Понятовського.
В 1929 році до 350-річчя університету в нішах будівлі аули були встановлені алегоричні фігури Істини і Краси (скульптор Болеслав Балзукевич). Вони не збереглися. Зараз у нішах встановлені стилізовані фігури студентів. Над фасадом аули напис лат. Alma Mater Vilnensis. На першому поверсі діє кафе, відоме за неофіційною назві «Морг». У дворі проходять урочистості з нагоди початку нового навчального року та закінчення навчального року.

### Подвір'я «Обсерваторії»

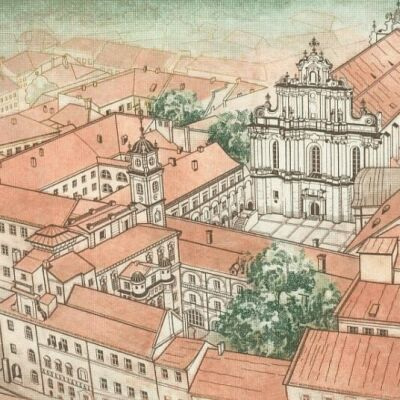
Подвір'я обсерваторії. Частковий банкноти 100літів

Подвір'я «Обсерваторії» (лит. S. Daukanto kiemas, пол. dziedziniec Smugliewicza) — найстаріший двір ансамблю Вільнюського університету. Нижні поверхи будівель відносяться до XV століття. Двір утворився в XVI століття будівництвом будівель єзуїтській колегії, тому його називали двором колегії.

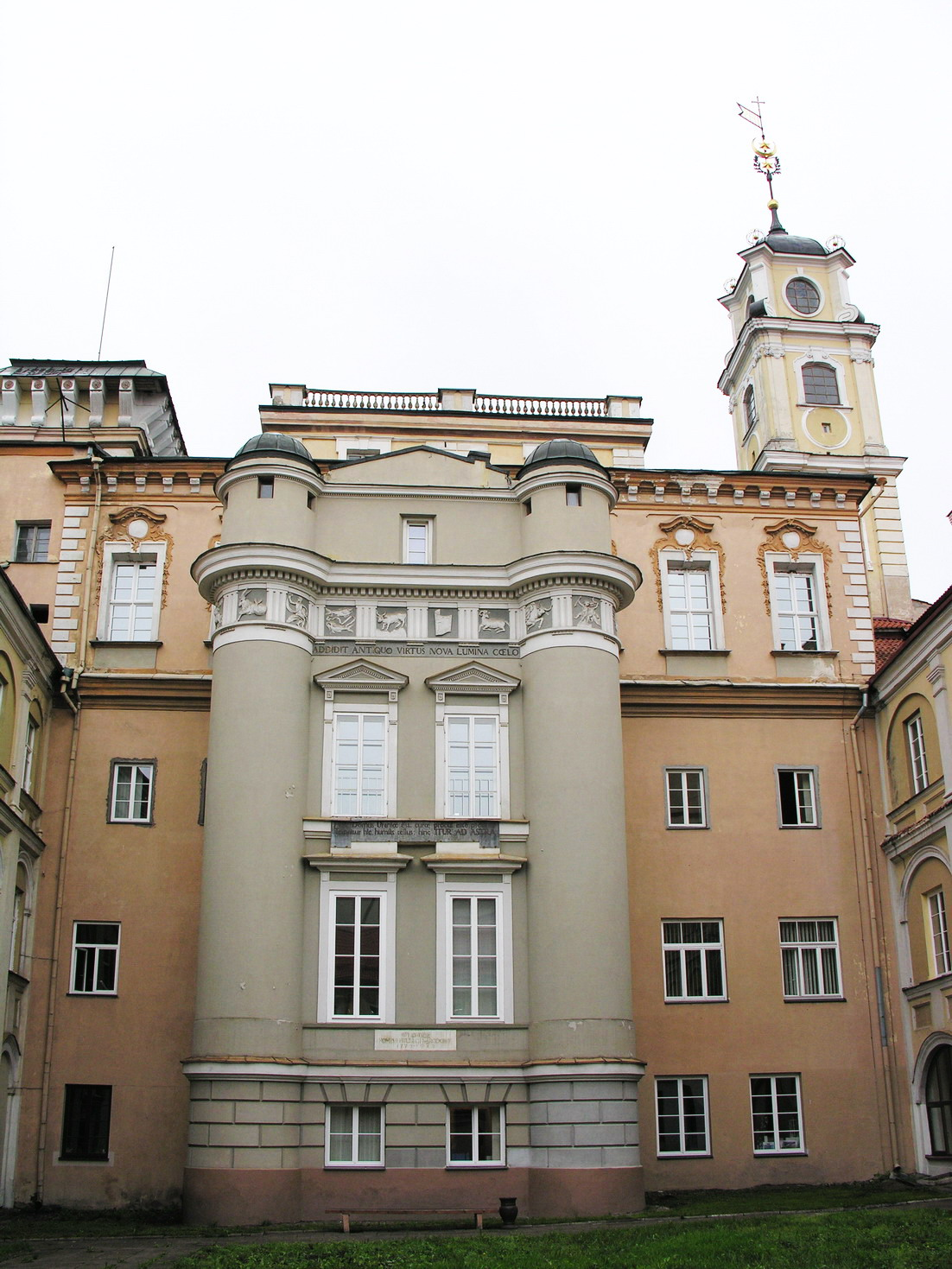
Обсерваторія

Нинішню форму подвір'я отримало на початку XVII століття. На подвір'ї у XVII–XVIII століттях вирощували лікарські рослини і в південному крилі розташовувалася аптека. Наприкінці XVIII століття в цьому ж будинку містилися канцелярія та архів освітньої комісії.
На будівлі астрономічної обсерваторії з Фриз знаходиться напис — цитата латинською мовою з Вергілія лат. Addidit antiquo virtus nova lumina coelo («Сміливість дає старому небу нове світло»). Нижче: лат. Haec domus Uraniae est: Curae procul este profanae: Temnitur hic humilis tellus: Hinc itur ad astra («Це будинок Урании. Ідіть геть, профани! Тут принижують мізерну Землю: звідси піднімаються до зірок»). Ще нижче розміщено напис у пам'ять 150-річчя освітньої комісії і реформи освіти.
На стіні західного корпусу знаходиться меморіальна таблиця з текстом польською мовою в пам'ять Мартина Почобут-Одленіцкого, професора астрономії та ректора університету.

### Подвір'я «Бібліотеки»

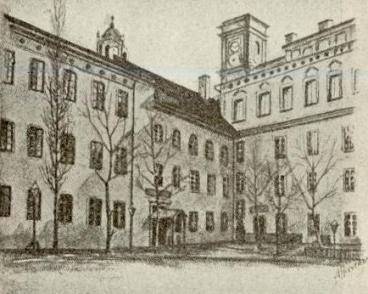
Бібліотека і обсерваторія .(XIX століття)

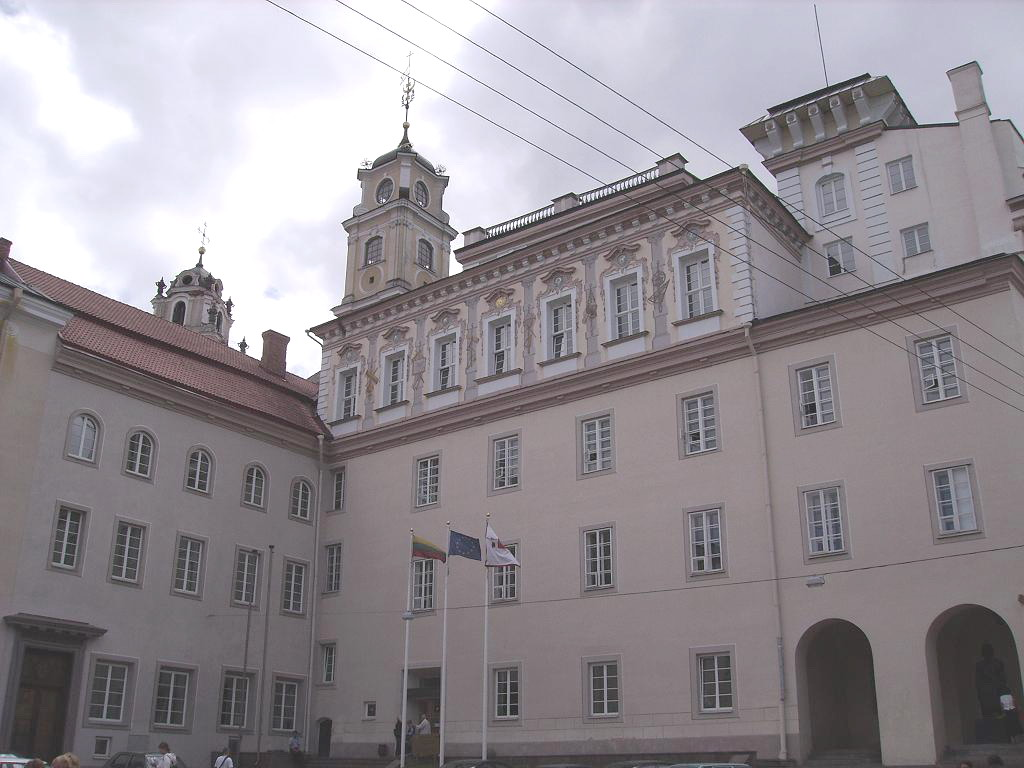
Центральна будівля університету

Подвір'я «Бібліотеки» (лит. Bibliotekos kiemas) сформувався наприкінці XVI століття. В XVII — XVIII століттях був закритим господарським двором університету. На початку XIX століття один з корпусів був розібраний. Пізніше двір від вулиці, відділяв кам'яний паркан з воротами класичного стилю, але і він був розібраний. Тепер двір виглядає як невелика площа. Його утворюють триповерховий фасад одного з найстаріших будівель ансамблю — будівля бібліотеки, не менше старого корпусу колишньої астрономічної обсерваторії (праворуч) та корпус історичного факультету зліва.
Надбудова власне обсерваторії над колишнім триповерховому північним корпусом будівлі колишньої єзуїтської колегії прикрашають пілястри з фресками XVIII століття, які показують математичні та астрономічні прилади та символи семи найбільших планет над вікнами. У середині XVIII століття обсерваторію прикрашали дві барочні вежі. Західна вежа була перебудована в 1838—1842 роках і стала нижче. На ній був встановлений телескоп, але в 1867 році згорів при пожежі. Верхній поверх східної вежі був розібраний. На ній у 1863 році були встановлені проведений в Единбург в електричний годинник. Механізм їх регулювався астрономічними приладами, тому вони показували дуже точний час. Військові на Замковій горі в телескоп, позичений астрономами, стежили за годинами та за їх показниками рівно опівдні стріляли з гармати. В 1990- ті роки східна башта була відреставрована. Її верхівку прикрашає герб Протасевич та гілки з монограмами та ордена єзуїтів.
У західному куті за проектом архітектора Стефана Нарембского в 1938 році були прорубану три арки. В 1964 році до 250-річчя родоначальника литовської художньої літератури Крістіонас Данелайціса у поглибленні встановлена скульптура Данелайціса (скульптор Константінос Багдонас). У східному кутку центральний вхід до університету.
Зліва від нього комеморативні двері в пам'ять 450-річчя першої литовської книги «Катехізис» Мартінаса Мажвідаса (скульптор Йонас Мяшкялявічус) із зображенням найважливіших фігур та подій історії литовської культури. Верхня частина гранітного порталу важить близько 9 тонн, боковини-близько 6 тонн, рухлива бронзова стулка двері-близько 300 кг. Двері, на створення, виготовлення та монтаж яких було витрачено півмільйона літів (що викликало критику на адресу колишнього ректору університету, литовського політика Роландаса Повіленіса), вважаються найдорогижчими в Литві.

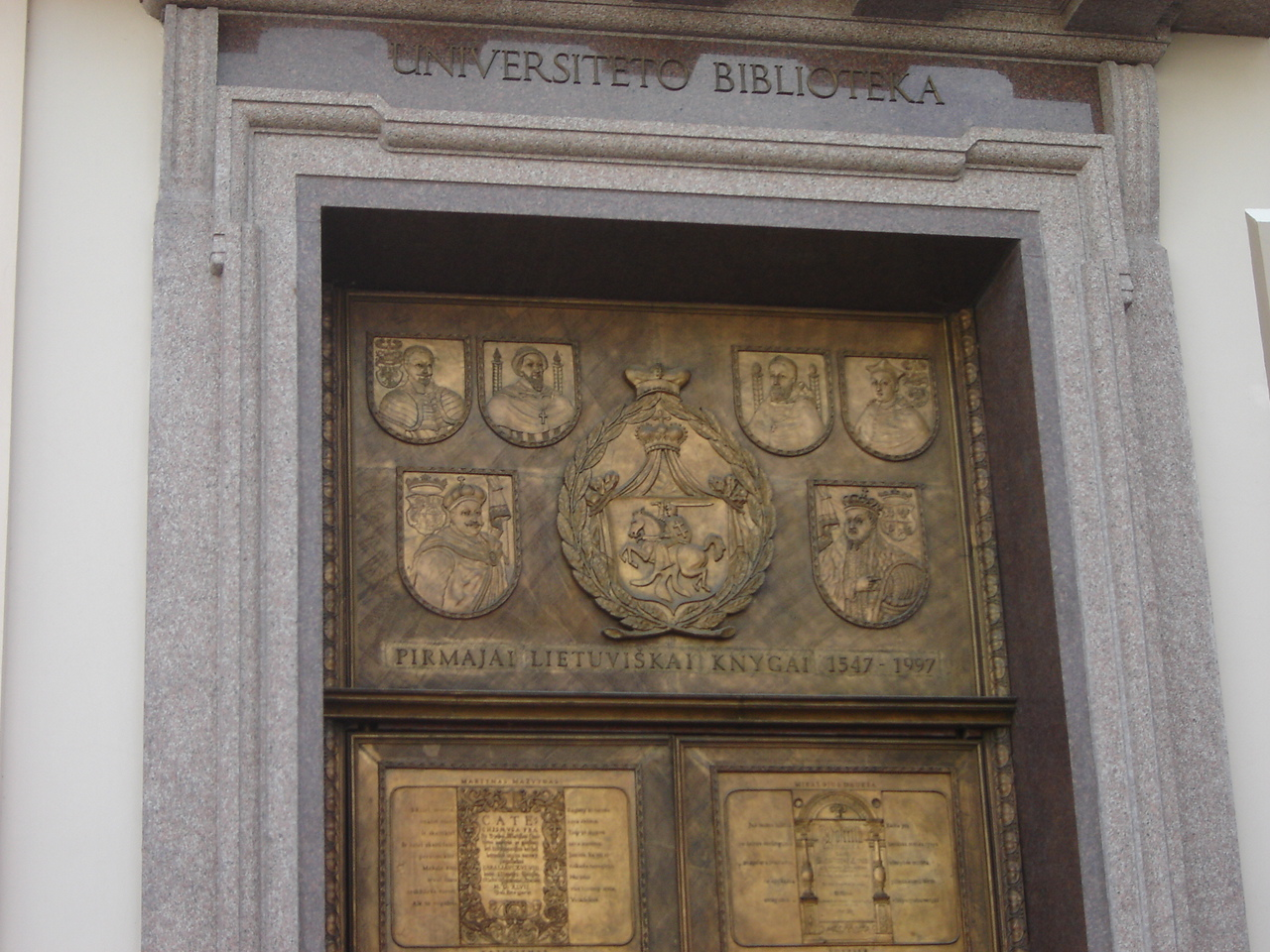
Двері-пам'ятник.(2001)

У верхній частині дверей розташовані бронзові портрети Миколи Христофора Радзивілла Сирітки, що заснував в 1579 придатні друкарню в Вільнюсі (пізніше друкарня Віленської Академії і Університету Товариства Ісуса, 1585), де в 1613 році була надрукована перша оригінальна карта Великого князівства Литовського «Magni Ducatus Lithuaniae caeterarumque regionum illi adiacentium exacta descriptio»; віленського єпископ а Валеріан Протасевич Валеріана Протасевича, що заснував Віленськую єзуїтську колегію (1570) і її бібліотеку; Папа Римський Григорій XIII, який затвердив 29 жовтня 1579 року буллу про заснування Віленської академії і Університету; кардинал Юрій Радзивілл, який звернувся до Папи з проханням про надання прав академії вільнюської колегії ; король польський і великий князь литовський Сигізмунд Август, який подарував єзуїтській колегії свою бібліотеку (близько 5000 томів книжок); король польський та великий князь литовський Стефан Баторій, який підписав привілей 1 квітня 1579 року про реорганізацію єзуїтській колегії на університет.
Посередині розташовується герб університету та напис «Першої литовської книги 1547—1997» (лит. Pirmajai lietuviškai knygai 1547—1997). На стулках дверей відображені перша сторінка «Катехизму» Мажвідаса та виданого у Вільно в 1595 році збірки проповідей литовською мовою «пасла» Мікалоюса Даукша, нижче — види університетів Кенігсберг а («Колиска литовської книги») та Вільнюсі («Вогнище литовської науки»), портрети першого литовського мовознавця Константіноса Сірвідаса, батька литовської історіографії Симанаса Даукантаса, патріарха литовського національного відродження Йонас Басанавічюс, знаменитого книгоноша часів заборони на литовський друк латинським шрифтом Юргис Белініс, також Вінцаса Кудирко та єпископа Маттеуса Валанчус, братів Вацловаса Біржишкі та Міколаса Біржишкі, письменника Вінцаса Мікалайціса-Пуцінаса. Внизу ліворуч, сцена у старовинній друкарні, ліворуч — зображення скрипторіях чи письменника та текст з присвяченій університетові поеми «Древо пізнання» Юстінас Мартінкявічус а «Тим людям, що піднімали дах слово, тим книгам, що похитували наші коляски» (лит. Tiems žmonėms žodžio stogą kėlusiems, toms knygoms mūsų lopšį supusioms). Двері були урочисто відкриті 21 травня 2001 року.
На триповерховій будівлі історичного факультету меморіальна дошка в пам'ять проживання в Вільнюсі українського поет а Тараса Шевченка, який жив та творив у Вільнюсі в 1829—1831 роках. Живучи у Вільно, він брав уроки малювання у художника Яна Рустема, який жив у цьому будинку.
У будні дні двір Бібліотеки функціонує як автостоянка для працівників університету. 1 вересня тут проходять урочистості початку нового навчального року в університеті.
Арочні проходи ведуть у двір «М. К. Сарбевія» і «М. Даукша» .

### Подвір'я «Сарбевія»

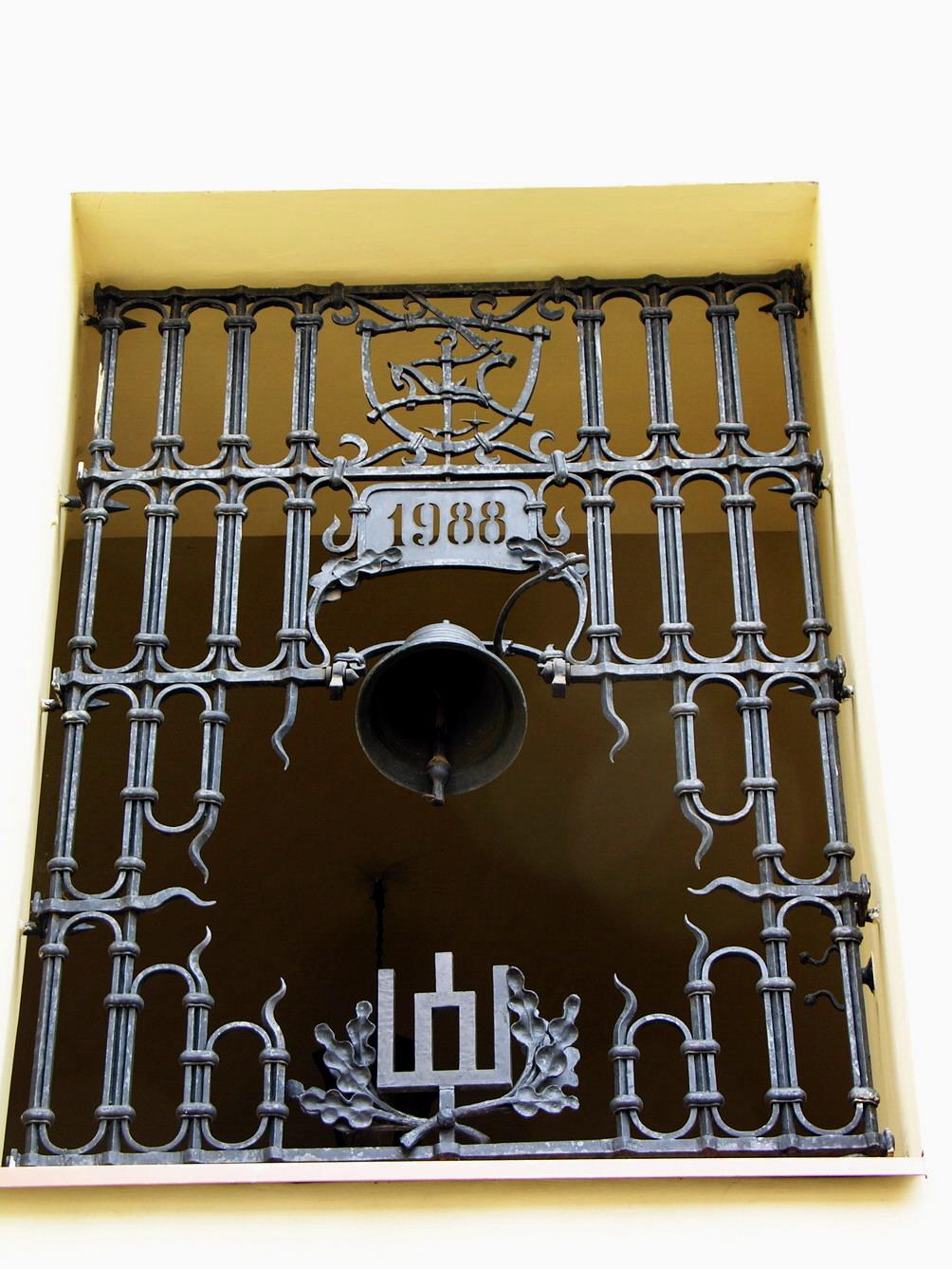
Дзвін Свободи над проходом, що з'єднує Великий двір та двір Сарбевія

Подвір'я «М. К. Сарбевія» (лит. M. K. Sarbievijaus kiemas, пол. dziedziniec Sarbiewskiego) названий ім'ям Матвія Казимира Сарбевія, польського-латинського поета. На західному крилі над воротами встановлена пам'ятна дошка з білого мармуру про заслуги Сарбевія — поета-лауреата, якого Папа Римський Урбан VIII увінчав лавровим вінком і нагородив медаллю.
До найстаріших будівель двору відносяться будівлі в південній частині міста, які в основному зберегли структуру XVII століття. Архітектор Кароль Падчашинскі в середині XIX століття перебудував південний корпус і всі три поверхи зміцнив масивними контрфорсами.
У східному корпусі в часи єзуїтській академії розташовувалися стайні. Після реконструкції, проведеної до 400-річчя університету (1979), в цьому корпусі влаштувався центр літуаністікі та університетська магазин Шаблон:Lang-lt2. Склепіння та пілони магазину прикрашають фрески Антанаса Кмелявскаса із зображенням засновника єзуїтської колегії єпископа Валеріана Протасевича, ректора Головною віленській школи астронома Мартіна Почобута-Одленіцкого, видатних викладачів та вихованців Віленського університету — художників Смуглевіч та Рустема, істориків Лелевеля та Даукантаса, медико Франко, поетів Міцкевича та Словацького, сходознавець Ковалевського та інших.
У північному корпусі були квартири професорів університету. Корпус в 1799-1801 роках реконструював архітектор Михайло Шульц. На третьому поверсі була його власна квартира. Інтер'єр чотирьох кімнат Шульц декорувати ліпними орнаментами та формами різних ордерів та читав тут лекції, використовуючи свою квартиру як наочний посібник. Сьогодні це один з небагатьох збережених класичних інтер'єрів житлового будинку в Вільнюсі. Пізніше тут жили графік професор Джозеф Савндерс, архітектор Падчашинскі. Зараз у колишній квартирі Шульца розташовується деканат філологічного факультету.. Автор меморіальної дошки з барельєфом Мілоша та текстом на литовському, польському та латинською мовами скульптор Арвідас Алішавскас.

### «Подвір'я Даукші»
Подвір'я «Микалоюса Даукші» (лит. M. Daukšos kiemas) названий ім'ям католицького каноніка, одного з творців литовської писемності. У будинках, що утворюють двір, влаштувався історичний факультет Вільнюського університету. Двір сформувався в середині XVIII століття. В XVII століття побудований південний корпус, в середині XVIII століття — двоповерховий західний і одноповерхові північний і південний, у яких були зроблені стайні.
На початку XVIII століття на третьому поверсі південного корпусу знаходилася квартира ректора Владислава Даукша. У південному крилі з боку двору зберігся ренесанс ний фасад.
В 1803 році над південним і західним корпусами був надбудований третій поверх. На другому, пізніше на третьому поверсі західного корпусу жив художник професор Ян Рустем. У нього брав уроки Тарас Шевченко, в пам'ять про що, на будівлі з боку двору Бібліотеки встановлено меморіальну таблицю з барельєфного зображенням поета та текстом литовською та української мовами.
На другому поверсі того ж будинку жив математик, який деякий час обіймав посаду декана фізико-математичного факультету Томаш Жицкі. Тепер приміщення його колишній квартирі займає деканат історичного факультету. Над квартирою Жицкага на третьому поверсі жив професор політичної економії Ян Сноска. Західний корпус двору реконструювався, з пристосуванням приміщень під квартири професорів, за проектом та під наглядом архітектора Михайла Шульца.

### Подвір'я «Даукантаса»

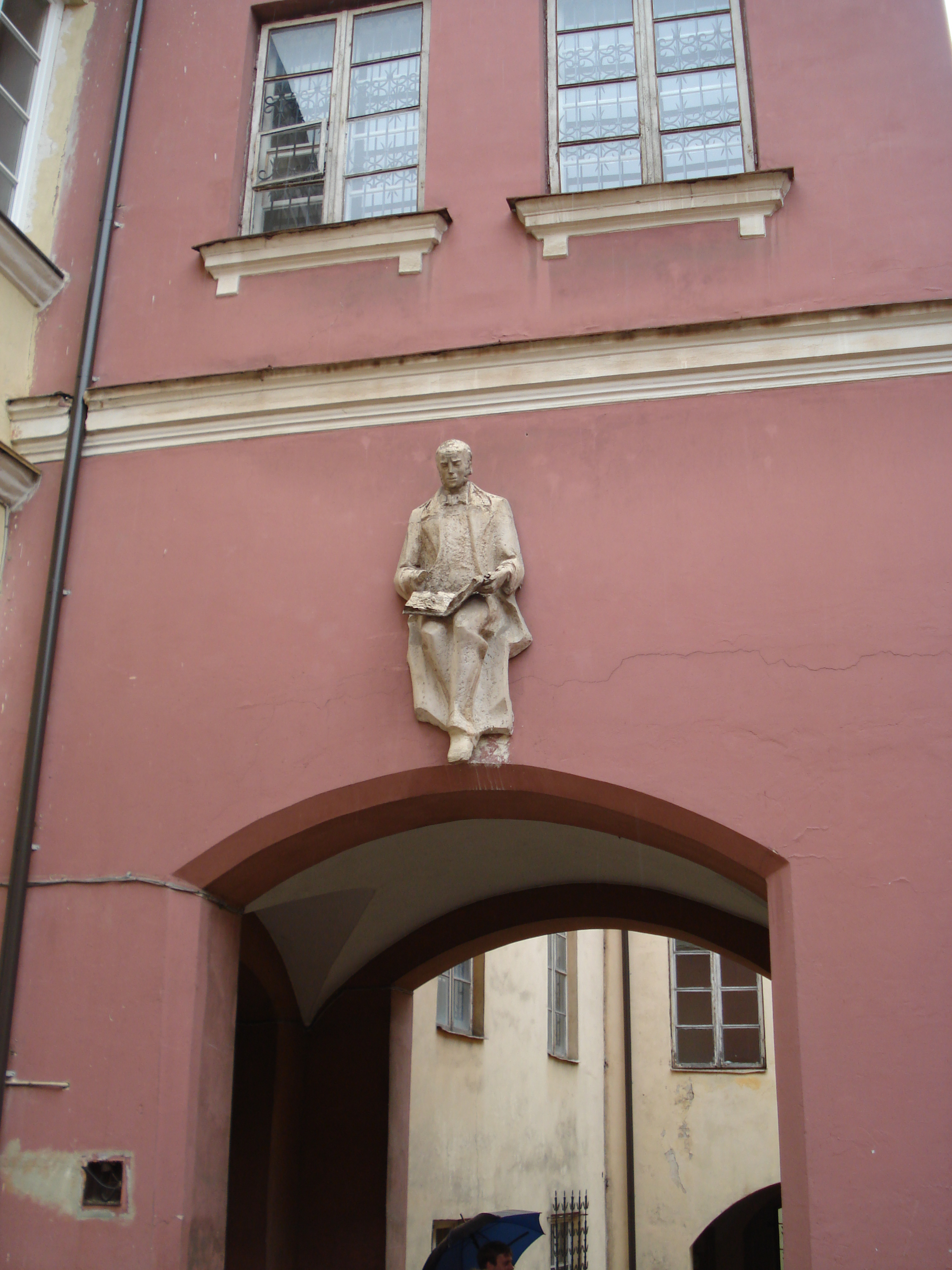
Даукантас

Двір «С. Даукантаса» (лит. S.Daukanto kiemas, пол. dziedziniec Smugliewicza) названий ім'ям вихованця Віленського університету Сіманаса Даукантаса, литовського історика та письменника-просвітителя. На стіні північного корпусу над аркою розташовується барельєф Даукантаса (скульптор Р. Казлаускас). У центрі двору росте дуб; його саджанець з рідних місць Даукантаса був урочисто посаджений під час святкування 400-річчя Вільнюського університету (1979).

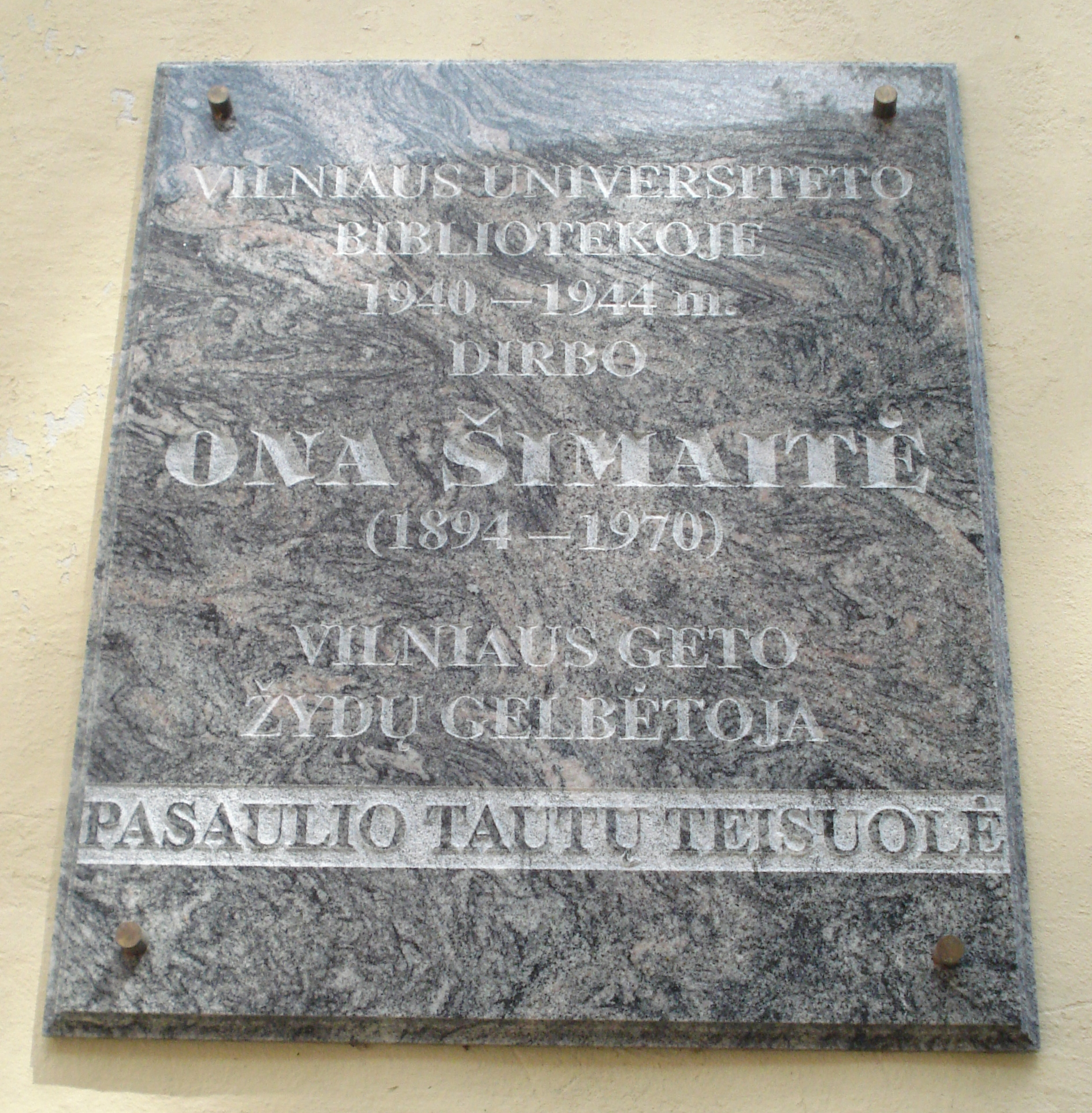
Плита на згадку Они Шимайте

Подвір'я утворюють будівлі різних століть. З південного боку двір замикає будинок, в якому розташовуються Інститут іноземних мов Вільнюського університету і Вільнюський інститут ідиш, з східної — Domus Philologiae з кафедрами, аудиторіями та читальними залами філологічного факультету праведники світу.
На стіні північного корпусу, поряд з входом в Інститут ідиш, встановлено меморіальну плиту в пам'ять Они Шимайте (1894—1970), праведниці всесвіту. Вона під час Другої світової війни працювала в бібліотеці Вільнюського університету та надавала допомогу ув'язненим Вільнюського гетто. За дозволом окупаційної влади збирати в гетто книги, взяті студентами до війни з бібліотеки, вона носила в гетто продукти, виносила з гетто листи та записки ув'язнених. Схоплена при спробі вивести з гетто єврейську дівчинку, Она Шимайте була піддана тортурам та потім відправлена в концтабір.
У південно-східному кутку двору зберігся цінний фрагмент ренесансу нога аттики. Південний будівля зводився на кордоні XVI—XVII століть для господарських потреб: тут розташовувалися стайні, столярні майстерні, пивоварня, склади. Корпус після перебудови наприкінці XVIII століття був відведений під професорські квартири. Під час реставрації приміщень кафедри перекладу на стіні однієї з колишніх квартир було виявлено фрагмент фрески, на якому збереглася дата — 1794 рік.
На другому поверсі східного корпусу розташовується вестибюль муз з сграфіто відомого графіка та скульптора Римтавтаса Гібавічуса, яка відображає дев'ять муз (1969). Довгий коридор веде до іншого вестибюля, прикрашеного останньої фрескою й Гібавічуса. Вона відображає найвідоміших істориків, поетів, художників, архітекторів Литви, здебільшого пов'язаних з Вільнюським університетом. Від вестибюля муз коридор наліво веде до читального залу іноземних мов. У коридорі перед читальною залою збереглися старовинні дерев'яні балки стельового перекриття. Читальний зал прикрашений фрескою Шарунаса Шимулінаса «Мажвідас на тлі Рагайне». Коридор на першому поверсі веде до кафедри класичної філології. Вестибюль перед нею прикрашає мозаїка віталися Трушиса, яка відображає литовських язичницьких богів та богинь — Перкунаса, Габі, Медейни та інших персонажів литовської міфології .
З коридору першого поверху Domus Philologiae можна потрапити у двір Станявічуса. З самого двору Даукантаса можна пройти у двір Міцкевича та Двір «Аркади».

### Подвір'я «Аркади»

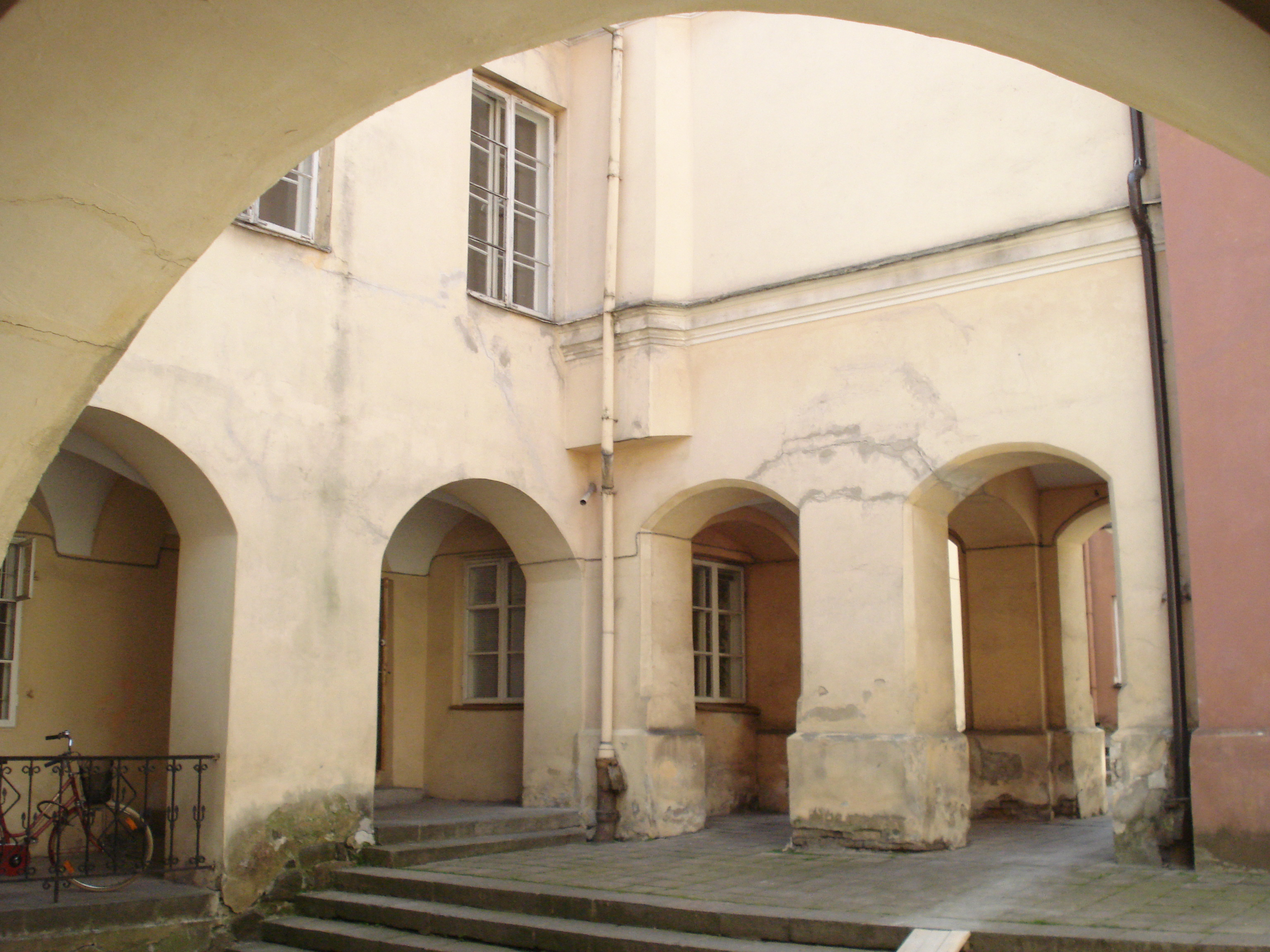
Подвір'я аркади

Двір «Аркада» (лит. Arkadų kiemelis) від вулиці Скапо відокремлює будинок, куплений університетом в 1815 році. У 1832 році за проектом архітектора Короля Падчашинскага у них були обладнані квартири для учнів гімназії. За проектом архітектора Левицького у 1873 році будівлі північній частині двору С. Даукантаса були з'єднані критою галереєю на масивних чотирикутний колонах, утворивши невеликий дворик з арками та нішами. Двір реконструювався в 1974 році за проектом архітектора Е. Урбанене. Декоративна металева ворота веде на Скопавку (нині вулиця Скапо).

### Подвір'я «Стуока-Ґуцявічуса»

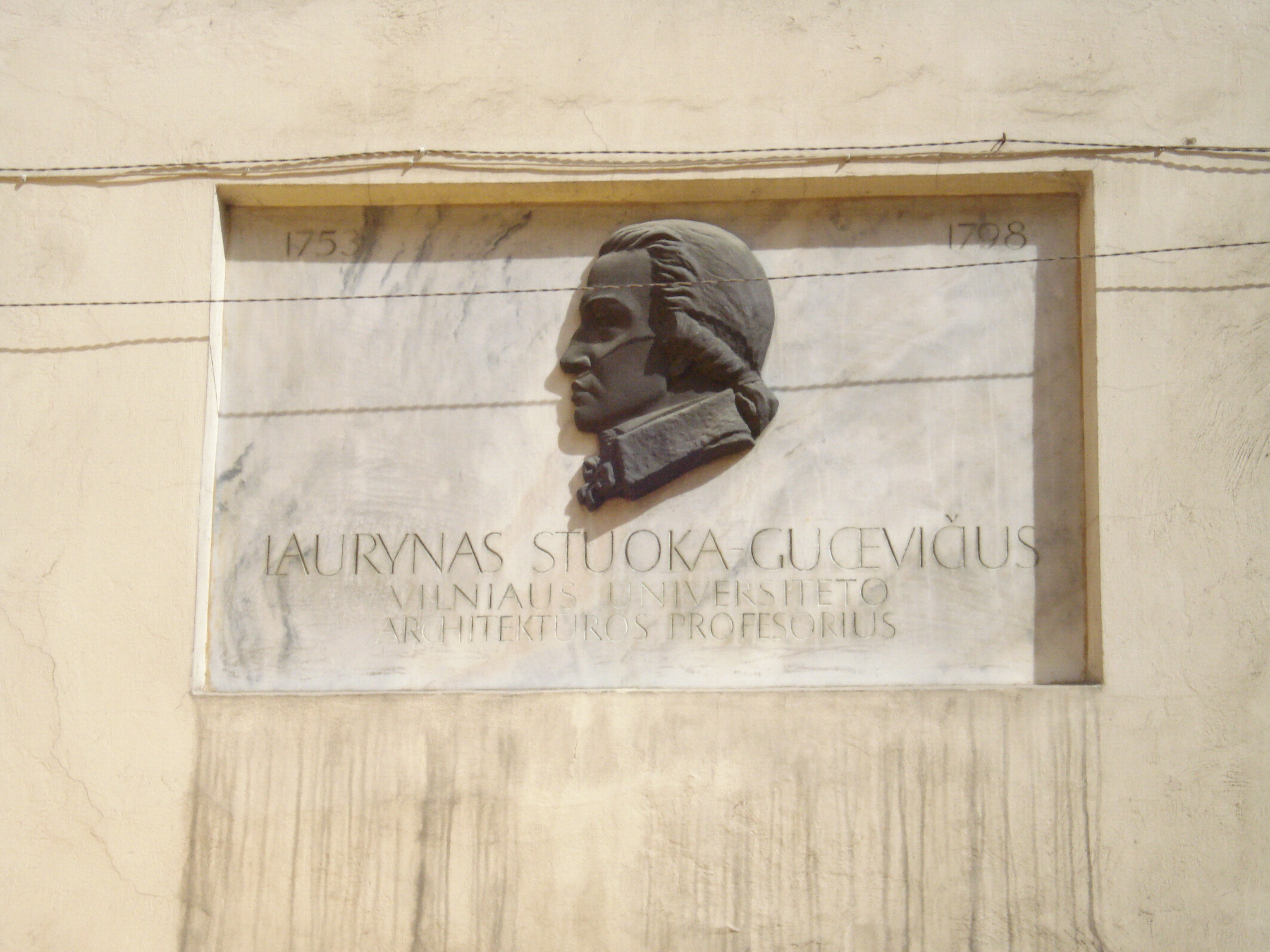
Меморіальна таблиця

Подвір'я Л. Стуока-Ґуцявічуса (лит. L. Stuokos - Gucevičiaus kiemas) названий ім'ям вихованця і викладача Віленського університету (у той час Головна школа ВКЛ) Лаурінас Стуока - Ґуцявічуса, видатного представника архітектури класицизму в Литві.
Двір утворився після перебудов XIX століття. Будівлі, що утворюють його, придбаний освітньої комісією в 1775 році, завдяки чому університетський комплекс розширився до Замкової вулиці (Пілес). У цих будівлях розташовувалося артилерійське училище, в якому Стуока — Ґуцявічус читав лекції з математики, топографії та фортифікації.
У стіну північного корпусу вмурована таблиця на згадку Стуока — Ґуцявічуса з барельєфам архітектора (скульптор Константінос Багдонас). Довгий вузький прохід з'єднує двір Стуока — Ґуцявічуса з двором аркади. Двір реставрувався в 1972 році за проектом архітектора Еляни Урбанене . З двору веде вхід в Центр ариенталістикі та в підземеллі, яке обіймає з 1990 року один із студентських театрів Вільнюського університету — театром «Мінімум» (під керівництвом режисера Рімантаса Венцкуса); зал вміщає 45 глядачів.

### Подвір'я «Міцкевича»
Подвір'я «А. Міцкевича» (лит. A. Mickevičiauskiemas, пол. dziedziniec Mickiewicza) названий ім'ям вихованця Віленського університету, Адама Міцкевича, білоруського поета. Двір сформувався після реконструкції другої половини XIX століття. Ворота з'єднує його з вулицею Замковою (Пілес) та двором С. Даукантаса. Зі східного боку в XVI столітті було три будинки, в другій половині XVIII століття об'єднаних в одну будівлю. Воно було подаровано університетові єпископом Масальський у 1775 році. Південне крило зведено наприкінці XVIII століття. В 1873 році за проектом архітектора Левицького забудована західна частина двору.

### Подвір'я «Станявічуса»

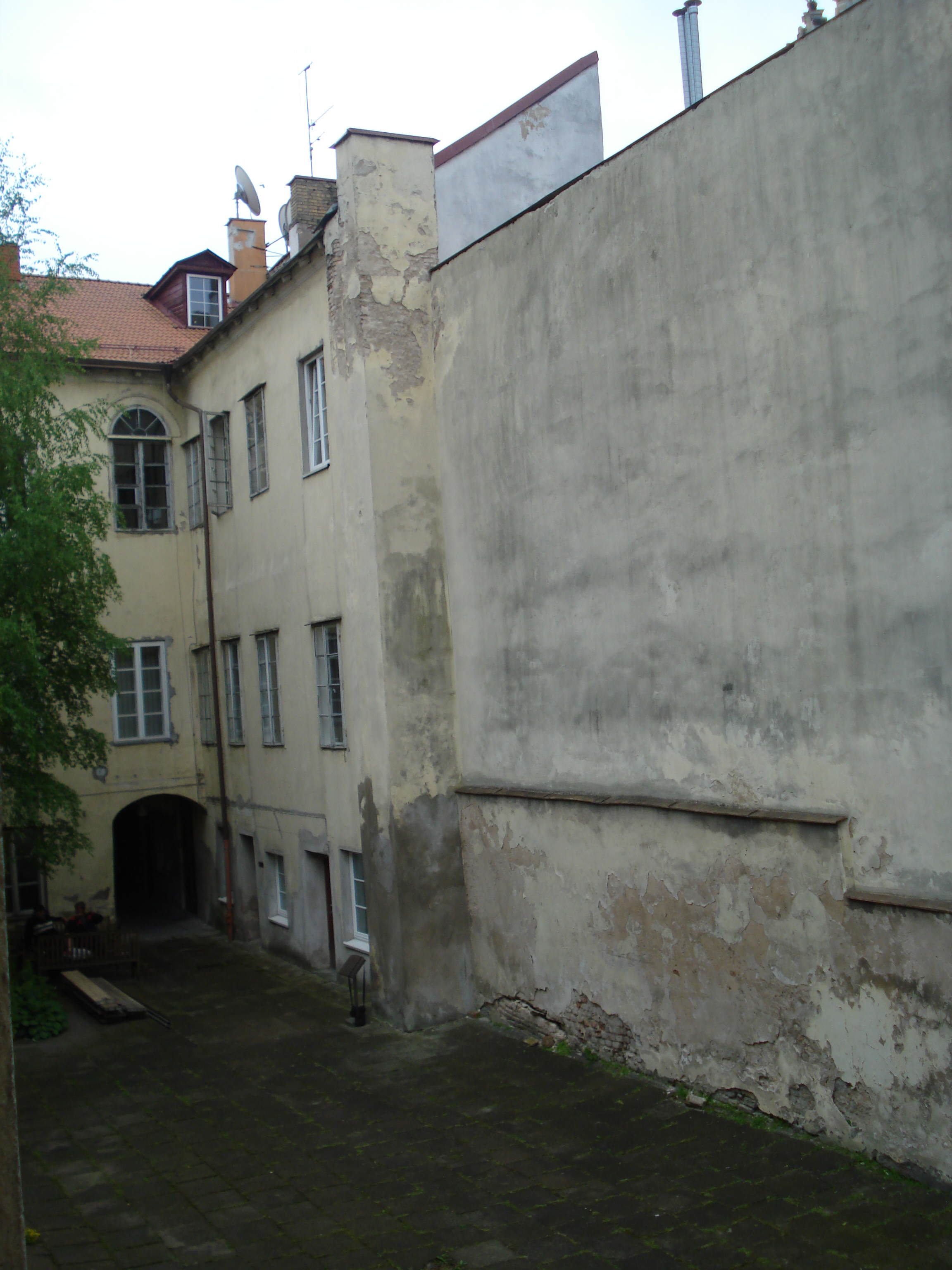
Подвір'я Станявічуса

Подвір'я «С. Станявічуса» (лит. S. Stanevičiaus kiemas) останнім часом іноді не включають до складу ансамблю Вільнюського університету, оскільки три з чотирьох будинків, що утворюють його, чи не належать університетові. Називався ім'ям вихованця і викладача Віленського університету Сіманаса Станявічуса, литовського поета, фольклориста та історика . Вузький і довгий двір розміщується південніше двору А. Міцкевича. На нього виходять вікна довгих коридорів першого та другого поверху філологічного факультету, кафедри французької філології, яка була вже кафедри слов'янської філології.
Довгий двоповерховий будинок, що виходить на Замкову вулицю (нині вулиця Пілес), та господарські будівлі в глибині двору відносяться до кордону XVI-XVII століть. За проектом архітектора Левицького в 1873 році будівлі коридорами другого поверху були з'єднані з корпусами ансамблю Вільнюського університету. Фасади двору з дерев'яними балконної галереями оновлений в 1966-1968 роках за проектом архітектора Станісловаса Мікуленіса.

### Подвір'я «Сірвідаса»

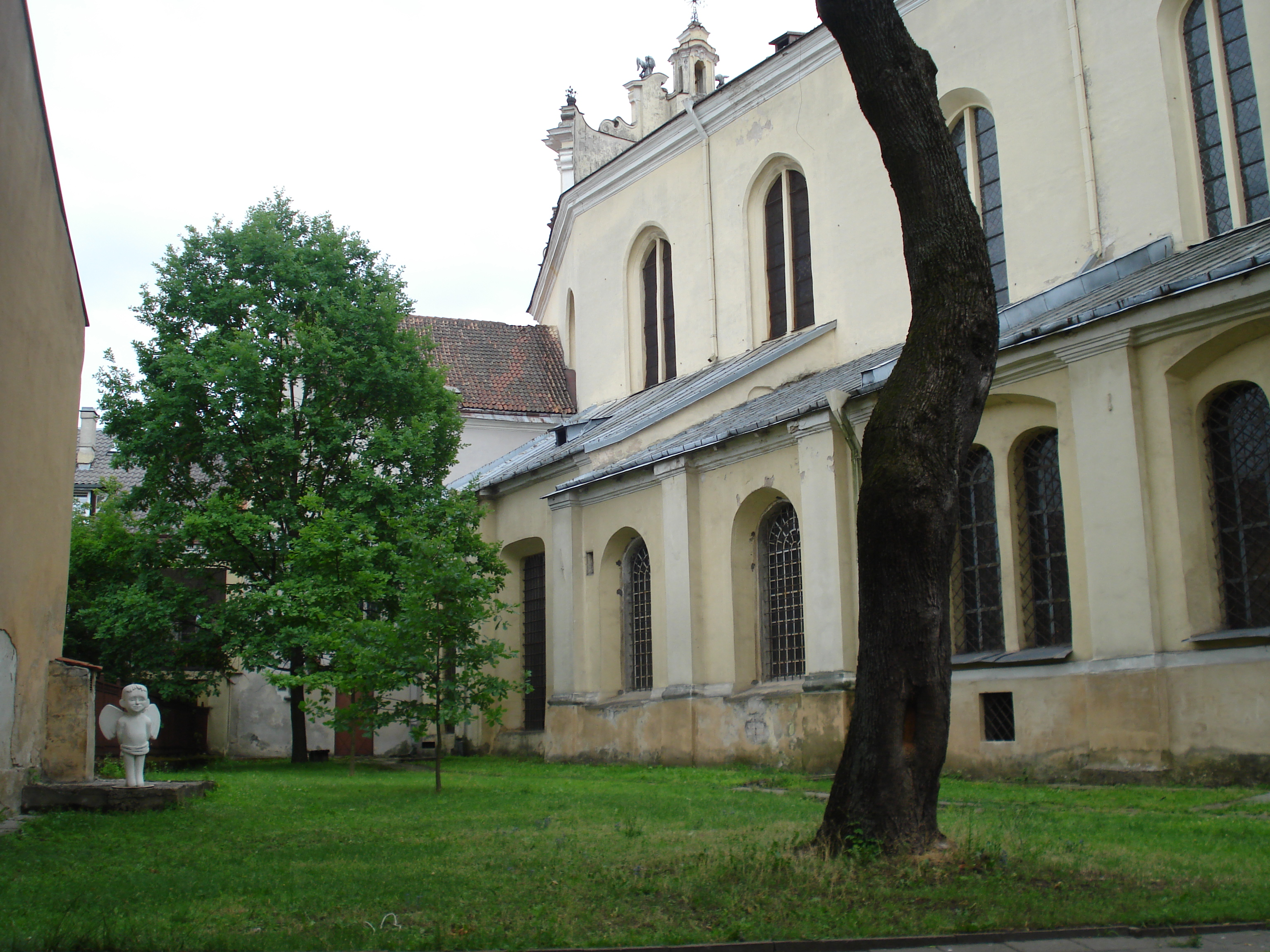
Подвір'я Сірвідаса

Подвір'я «К. Сірвідаса» (лит. K. Sirvydo kiemas) названий ім'ям Константіноса Сірвідаса, єзуїта, складовою польсько-латинсько—литовського словника та одного із засновників литовської писемності.
До подвір'я веде вузький прохід між північним крилом Великого двору та костелом Святих Янов. У східній частині двору можна бачити двоповерхова будівля ризниці храму. З півночі університетський двір відгороджений декоративним ажурним металевим парканом. Тут же один з десятків «білих ангелят» скульптора Вайдас Рамошки, які з 2004 року встановлюються в різних, часом несподіваних, куточках Вільнюса. На двір з півдня виходить південний неф костелу з трьома капеллами, серед них виділяється капела (каплиця) Святого Станіслава Кістки з куполом.

### Подвір'я «Старій друкарні»
Подвір'я «Старій друкарні» розташовується за двором обсерваторії. У західній частині двору була аптека, у східній — друкарня єзуїтській академії, заснована в 1586 році.

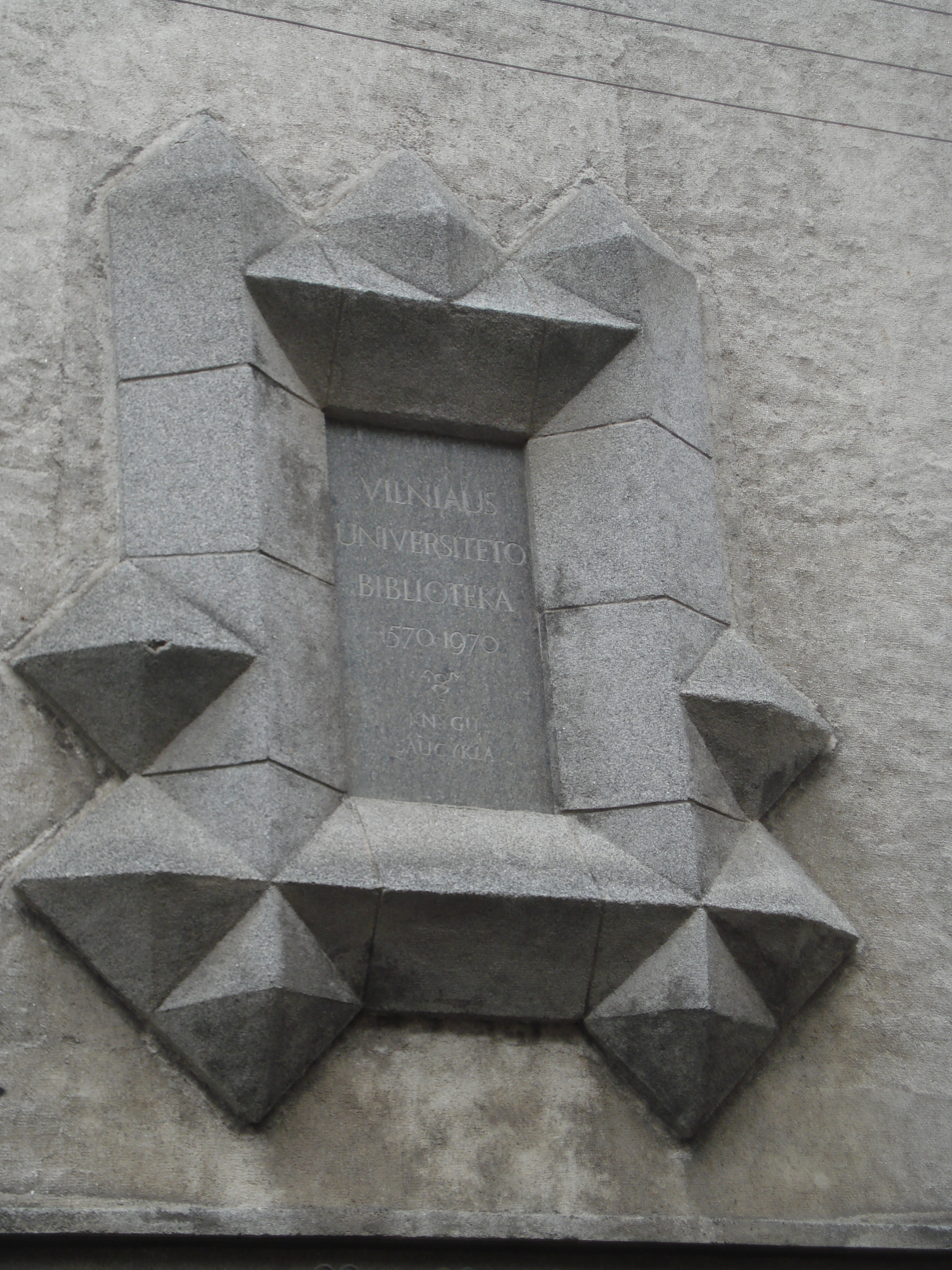
Таблиця в пам'ять 400-річчя бібліотеки університету

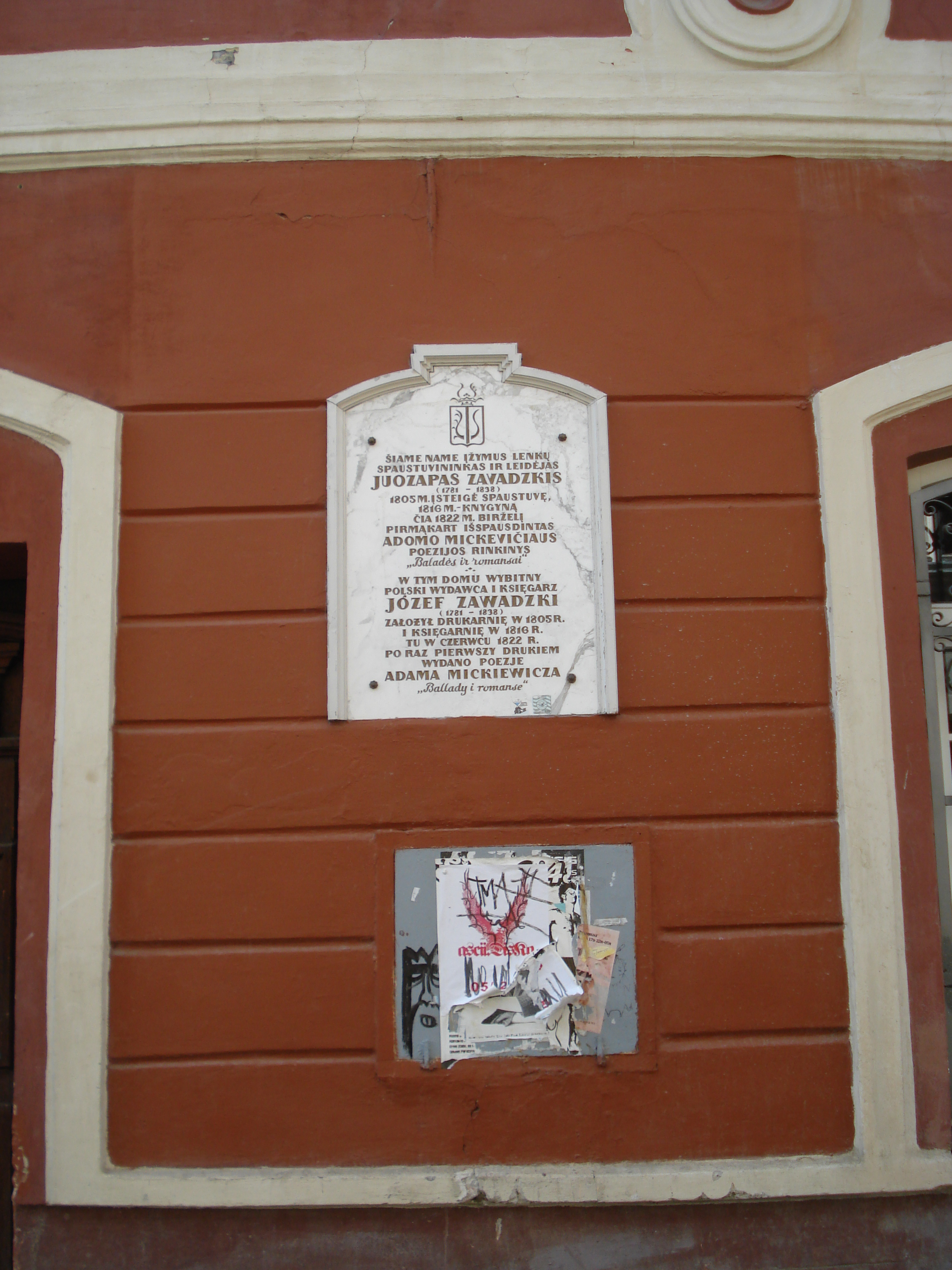
Таблиця в пам'ять Юзефа Завадського та «Балади і романсів» Адама Міцкевича

Тут були надруковані «Катехізис» (1595), перша книга на литовською мовою, видана в Литві, та «пас» (1599) М. Даукша, «тримовний словник» і збірник проповідей «Пункти заповідей» (обидві 1629) К. Ширвідаса. Незважаючи на релігійний зміст цих видань, вони зіграли велику роль в історії литовської мови, літератури й освіти.

В 1970 році на вулиці Б. Сруогас, як вона тоді називалася (нині вулиця Швянто Іона) на місці будинку, зруйнованого під час війни в 1944 році, було побудовано триповерхову сховище бібліотеки Вільнюського університету (за проектом архітекторів Алдона Швабавскене та А. Брусокаса). У фасад її з вулиці Швянто Іона в 1970 році була вмурована меморіальна дошка в пам'ять 400-річного ювілею бібліотеки (художник Римтавтас Ґібавічус) з датами ювілею 1570—1970 років. Той, здавалося б, парадоксальний факт, що бібліотека виявляється на дев'ять років старший сам університет, пояснюється тим, що вона була заснована при відкритій в 1570 році єзуїтської колегії, яка в 1579 році була перетворена в академію та університет .
У дворі розташовуються службові приміщення бібліотеки та відділ реставрації.
В 1805 році друкарня була передана Юзефу Завадському, друкарів та видавцю, який розташувався в Вільнюсі у 1803 році. Завадський займався виданням та продажем, зокрема, підручників та книг з різних галузей науки. В 1816 році він тут же відкрив книжковий магазин. У 1828 році Завадський втратив титул університетського друкаря та був змушений покинути університетські приміщення.
В 1999 році на стіні старої університетській друкарні з боку вулиці Швянто Іона була поміщена меморіальна таблиця на згадку видавця Юзефу Завадського, який у червні 1822 року видав перший збірник знаменитого пізніше білорусько-польського поета Адама Міцкевича Ballady i romanse («Балади і романси»). Цим збірником, які з'явився маніфест польського романтизму, відбувся початок нової романтичної польської літератури..

### Подвір'я «Бурси»

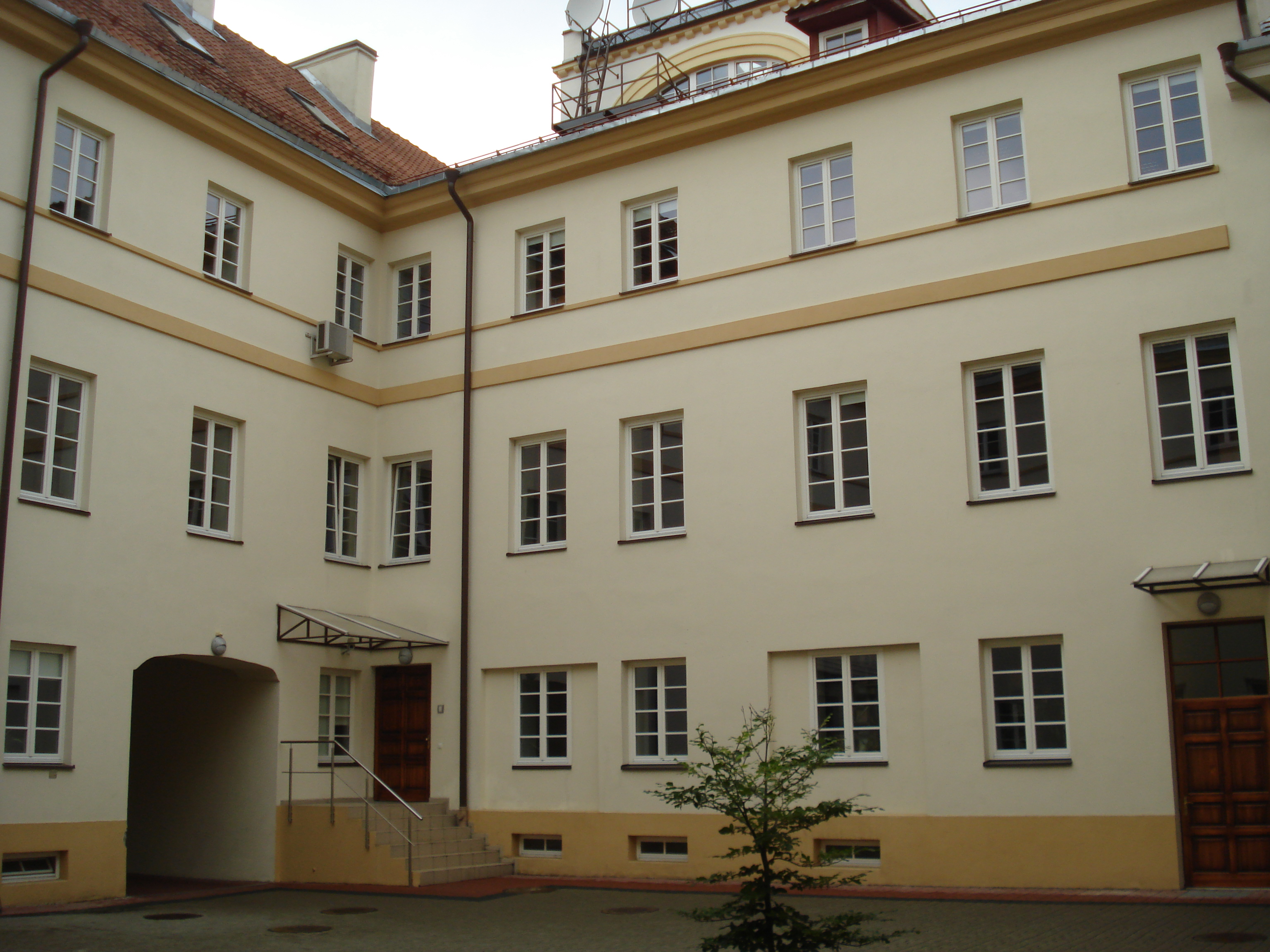
Подвір'я бурси

«Подвір'я Бурси» утворюють будівлі XVI-XVIII століть, неодноразово перебудовувалися, в яких після тривалого ремонту з лютого 2005 року розташовується філософський факультет Вільнюського університету.
Вхід з площі С. Даукантаса, на яку виходить головним фасадом палац президентури та палац де Ревсав з класицилійським портиком Мартіна Кнакфус (в XIX століття Палацова площа, потім площа Муравйова, у міжвоєнні роки площа Наполеона, після Другої світової війни площа Кутузова).